# De blodröda floderna II
De blodröda floderna II (originaltitel: Les Riviéres Pourpres II) är en fransk thriller producerad år 2004 av Luc Besson och regisserad av Olivier Dahan.
Filmen är en fristående fortsättning på De blodröda floderna och handlar den här gången om ett mord som sker i ett gotiskt kloster. Filmen får huvudpersonen poliskommissarie Pierre Niemans att tänka om rejält, för den här filmen handlar mer än om mord - det handlar om jordens skapelse och till och med om Guds vrede som kan bidra till domedagen för vår jord.

## Rollista
| Jean Reno        | – Pierre Niemans       |
| Benoît Magimel   | – Reda                 |
| Christopher Lee  | – Heinrich von Garten  |
| Camille Natta    | – Marie                |
| Johnny Hallyday  | – L'ermite borgne      |
| Gabrielle Lazure | – La femme de Philippe |
| Augustin Legrand | – Jésus                |
| Serge Riaboukine | – Père Vincent         |
| André Penvern    | – Père Dominique       |